# Emma Byrne
Emma Anne Byrne (Leixlip, 14 juni 1979) is een Iers voetbalster die sinds 2000 als doelvrouw voor Arsenal Ladies speelt. In 1996 maakte ze haar debuut voor de nationale damesploeg, waarvan ze met meer dan honderd interlands recordinternational is. Voor Arsenal stond ze meer dan vierhonderd wedstrijden onder de lat. Byrne is tevens werkzaam als trainster in de jeugdopleiding van Arsenal. Ze is daarnaast commentator van vrouwenvoetbalwedstrijden op het Britse Eurosport.

## Persoonlijk leven
Byrne trouwde in juni 2013 met voormalig voetballer Marcus Bignot.

## Erelijst
Arsenal
- UEFA Women's Champions League: 2007
- FA Women's Super League: 2011, 2012
- FA Women's Premier League National Division: 2000–2001, 2001–2002, 2003–2004, 2004–2005, 2005–2006, 2006–2007, 2007–2008, 2008–2009, 2009–2010
- FA Women's Cup: 2000–2001, 2003–2004, 2005–2006, 2006–2007, 2007–2008, 2008–2009, 2010–2011, 2012–2013, 2013-2014
- FA WSL Cup: 2011, 2012, 2013
- FA Women's Premier League Cup: 1999-2000, 2000-2001, 2004-2005, 2006-2007, 2007-2008